# Tritomaria exsecta
Tritomaria exsecta là một loài rêu tản trong họ Jungermanniaceae. Loài này được (Schmidel ex Schrad.) Schiffner ex Loeske miêu tả khoa học lần đầu tiên năm 1909.

## Hình ảnh

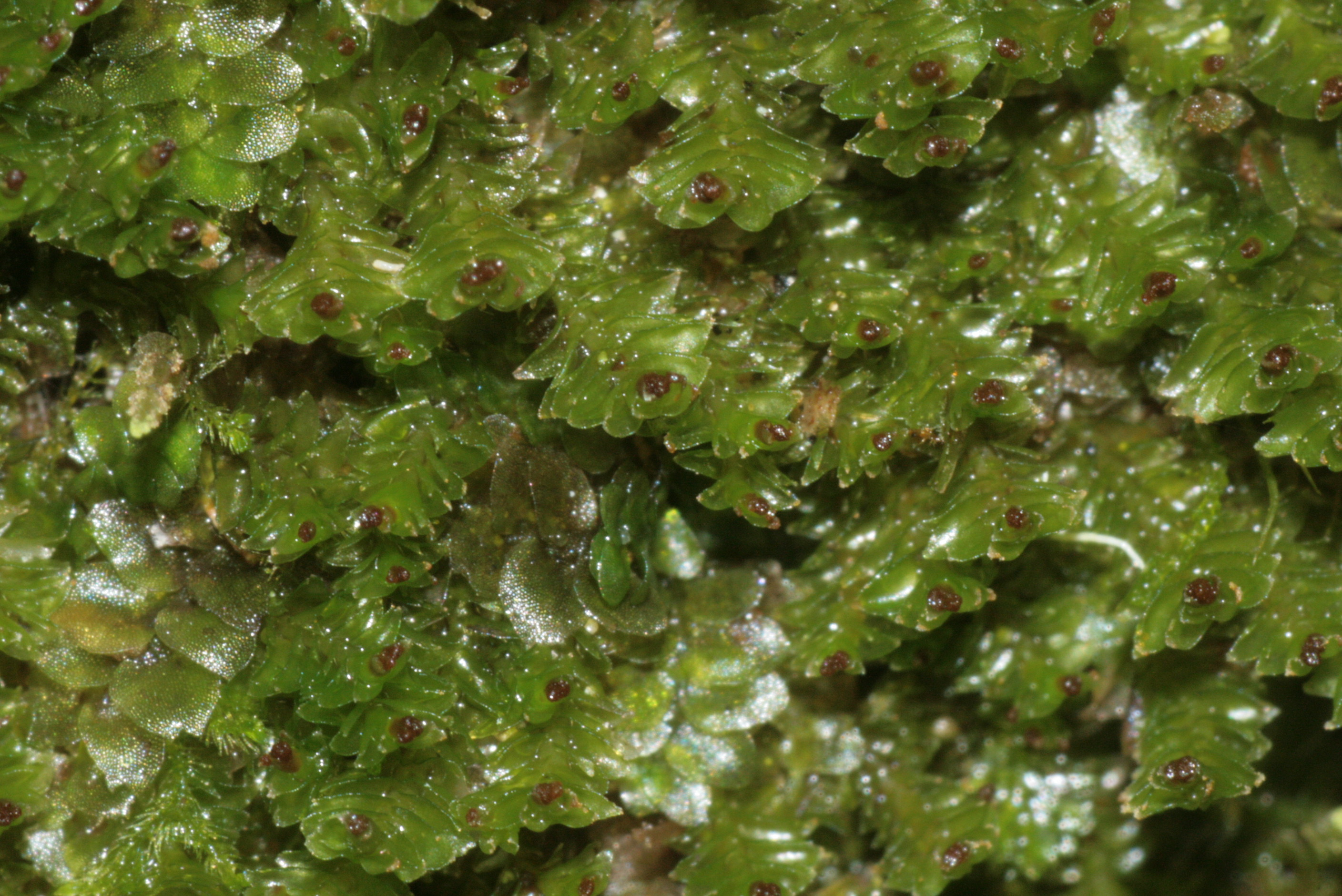
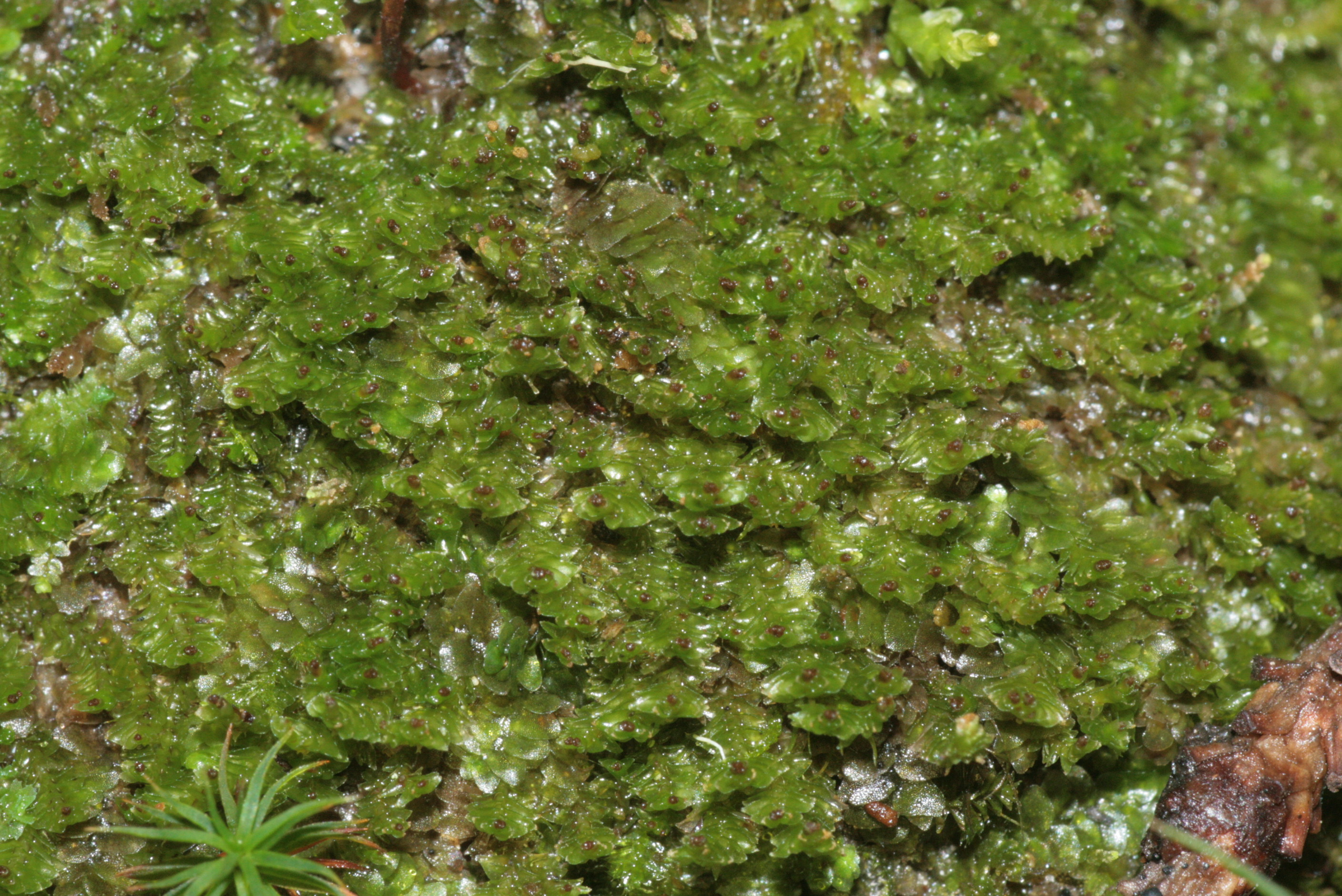
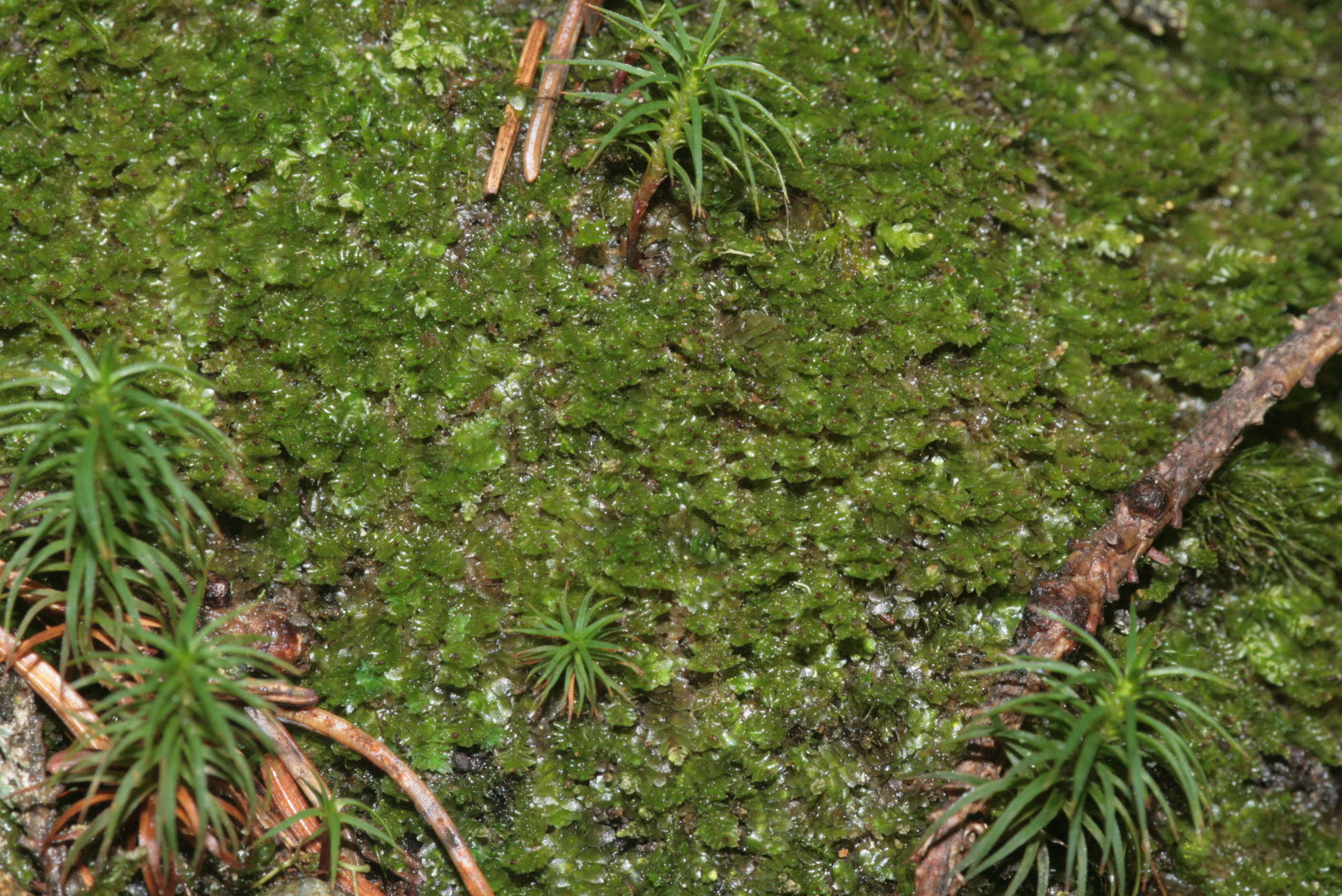
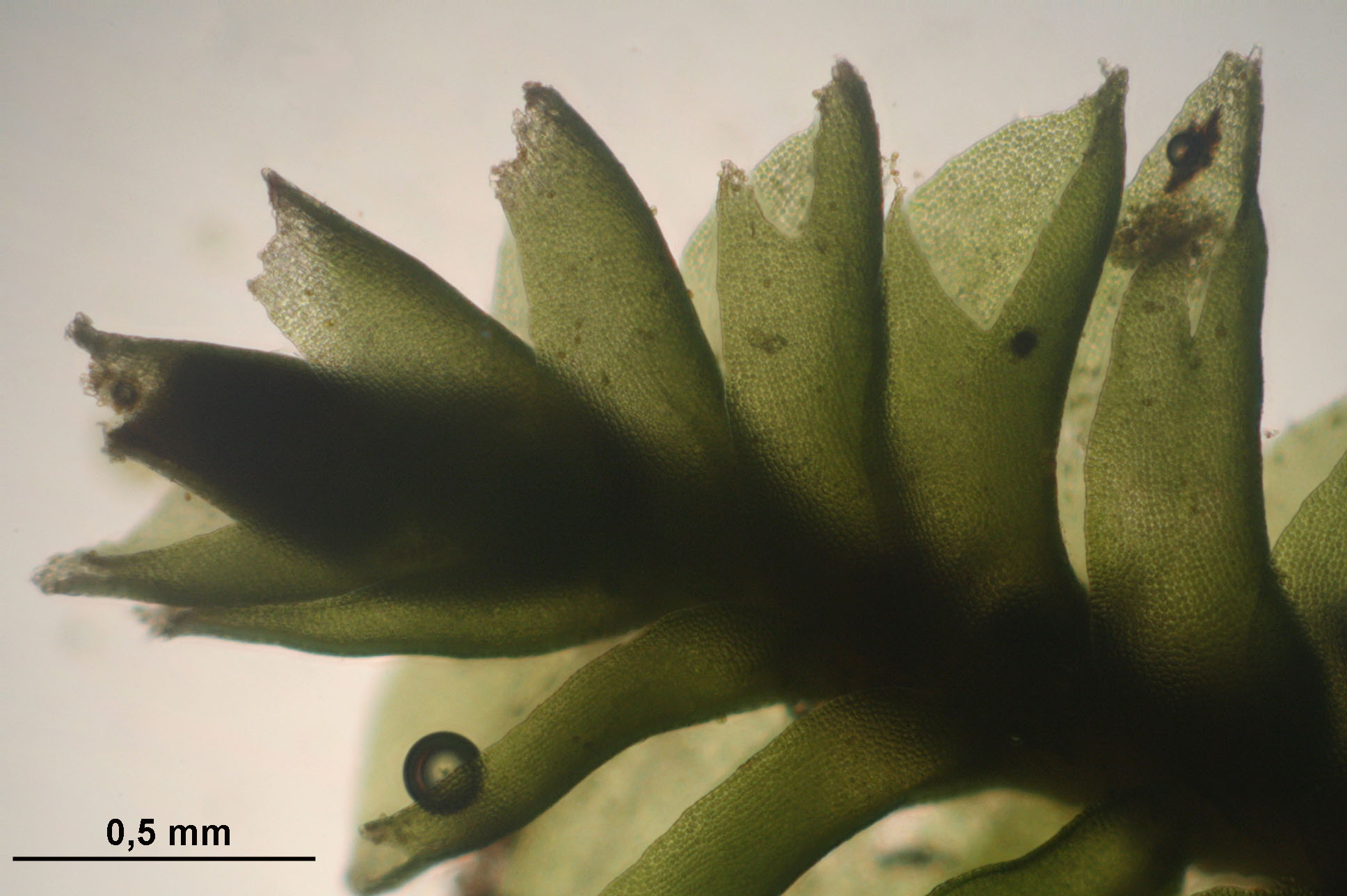